# Голодные сердца
Голодные сердца — итальянский драматический фильм 2014 г. режиссёра Саверио Костанцо. Номинирован на «Золотого Льва» на 71-м Венецианском международном кинофестивале. Актёры Адам Драйвер и Альба Рорвахер получили Кубок Вольпи за лучшую мужскую роль и лучшую женскую роль соответственно. Фильм был также показан на специальной презентации на Международном кинофестивале в Торонто 2014 года.

## Сюжет
Мина (Альба Рорвахер) и Джуд (Адам Драйвер) познакомились при худшем стечении обстоятельств; Мина случайно оказалась запертой в ванной комнате вместе с Джудом, который страдал диареей из-за пищевого отравления. Несмотря на этот неловкий момент при первой встрече, между ними завязались отношения. Однако, когда Мина объявила, что собирается вернуться в Италию, Джуд устраивает с ней половой акт, который заканчивается её беременностью, из-за чего ей приходится отказаться от возвращения в Италию. Беременность кладет большой объём нагрузки на их отношения. Мина помешана на чистоте и сильно не доверяет современной медицине. В то время как Джуд хочет, чтобы она посетила акушера, та убеждает его довериться альтернативной и традиционной медицине, вплоть до того, чтобы вместе посетить медиума, который заявляет, что плод является ребенком Индиго. Мина плохо питается во время беременности, что приводит к высыханию околоплодных вод. В конце концов дело заканчивается кесаревым сечением, хотя она и активно возражает против него. После рождения ребёнка Мина держит его на веганской диете, что быстро приводит к его истощению; когда Джуд пытается кормить ребёнка нормальной едой, сначала тайно, а потом заставляет Мину принять его требования, та внешне соглашается, однако тайно даёт ребёнку слабительные средства. Жизнь ребёнка оказывается под угрозой, но мать не намерена отступать от веганской диеты для него.
Ближе к концу фильма Джуд уносит ребёнка из дома и приносит его к своей матери, где кормит его нормальной детской едой. Мина приходит и пытается улизнуть с ребёнком, однако Джуд задерживает её. В результате Мина ударяется головой об дверь, а позднее демонстрирует телесные повреждения полиции, убеждая, что Джуд избивал её. Это позволяет ей забрать ребёнка домой с собой. Она радостно проводит день со своим сыном на пляже. Однако, когда она возвращается домой и укладывает ребёнка спать, в квартиру входит невидимый (для зрителя) человек. Мина сидит в постели и смотрит на человека, после чего раздаётся выстрел. В следующей сцене Джуд — в полицейском участке, спрашивает, что стало с его сыном. Ему сообщают, что ребенок не пострадал. Оказывается, что Мину застрелила мать Джуда, которая считала, что Мина представляла опасность для её внука и могла его в конце концов уморить. В тюремной камере она выражает сожаление по поводу своих действий, но не жалеет, что сумела защитить своего внука и спасти его от матери. Фильм заканчивается тем, что Джуд играет на пляже со своим повзрослевшим сыном.
Место действия — Нью Йорк.

## В ролях
- Адам Драйвер — Джуд
- Альба Рорвахер — Мина
- Роберта Максвелл -Энн
- Джейк Уэбер — Билл
- Натали Голд — Дженнифер
- Виктор Уильямс
- Виктория Картагена — Моника
- Кристина Ж. Хуэй — полицейская